# La finta ammalata
La finta ammalata és una òpera en un acte composta per Domenico Cimarosa sobre un llibret italià de Carlo Goldoni. S'estrenà al Teatro Nacional de São Carlos de Lisboa el 1796.